# Gorna Mitropoliya
Gorna Mitropoliya (búlgaro: Го̀рна Митрополѝя) es un pueblo de Bulgaria perteneciente al municipio de Dolna Mitropoliya de la provincia de Pleven.
Se ubica unos 2 km al oeste de la capital municipal Dolna Mitropoliya, en la salida de la ciudad por la carretera que lleva a Staroseltsi.

## Demografía
En 2011 tenía 1767 habitantes, de los cuales el 79,85% eran étnicamente búlgaros.
En anteriores censos su población ha sido la siguiente:
| Gráfica de evolución demográfica de Gorna Mitropoliya entre 1934 y 2011 |
|                                                                         |